# ساموئل ویلسون
ساموئل ویلسون (انگلیسی: Samuel Wilson؛ ۱۳ سپتامبر ۱۷۶۶ – ۳۱ ژوئیهٔ ۱۸۵۴) کارگر بسته‌بندی گوشت اهل تروی، نیویورک بود، که نام وی منشأ نماد ایالات متحده که به «عمو سام» معروف است می‌باشد.

## نگارخانه

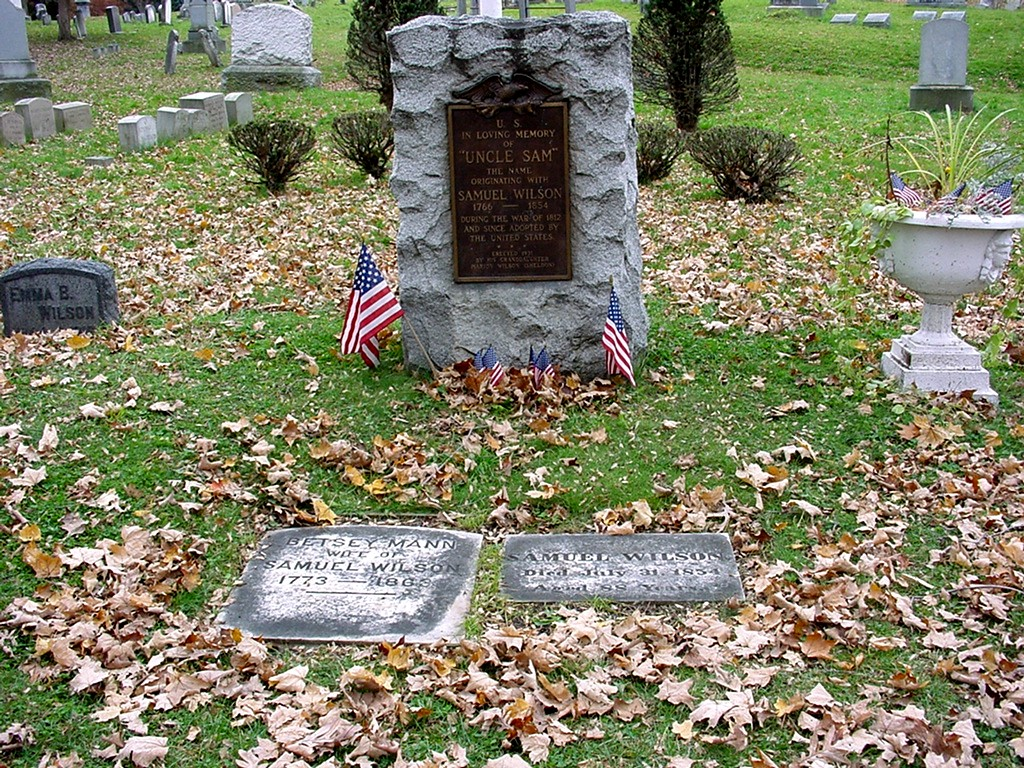
گور سام ویلسون

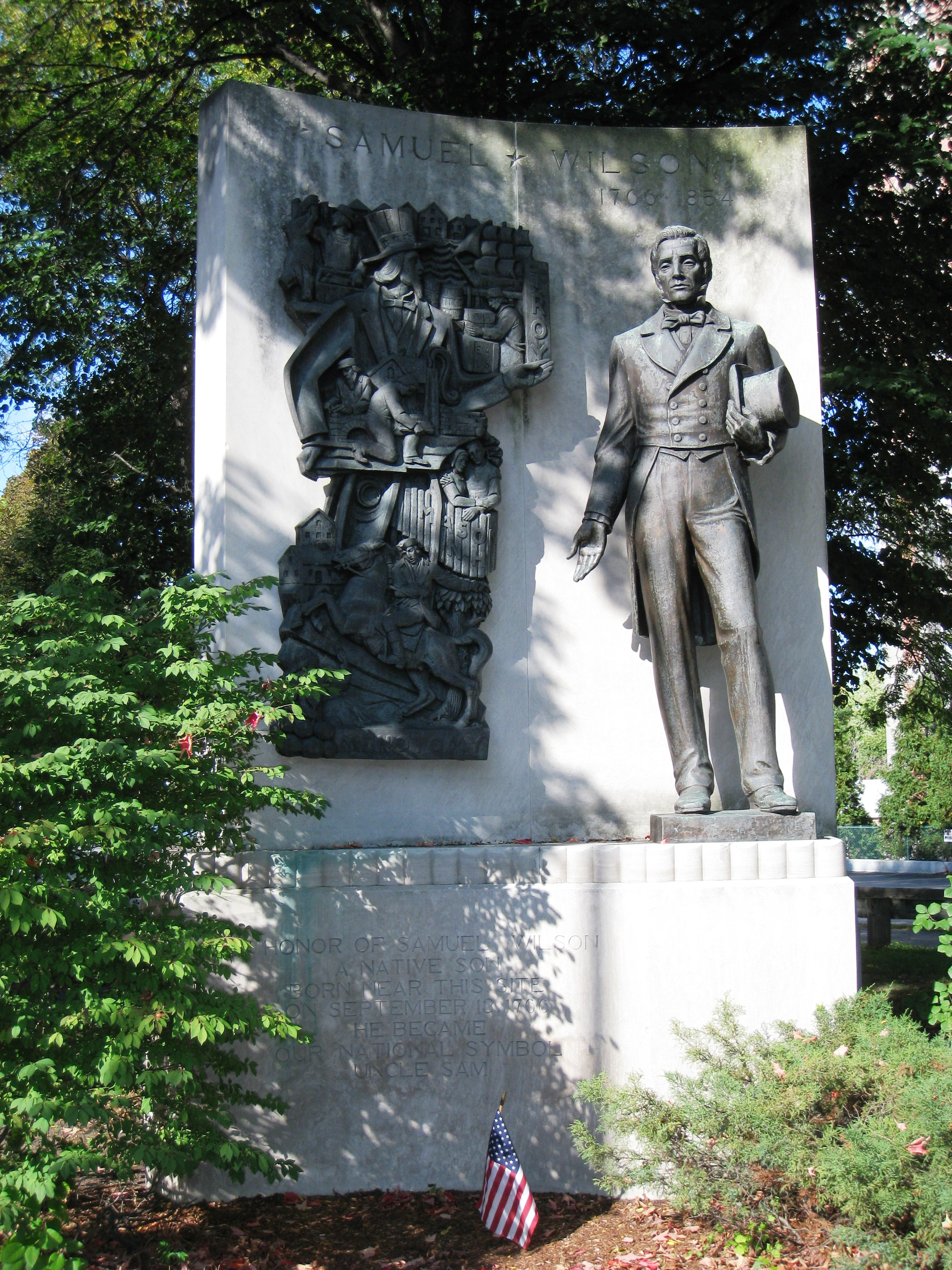
مجسمه یادبود عمو سام،  آرلینگتون، ماساچوست
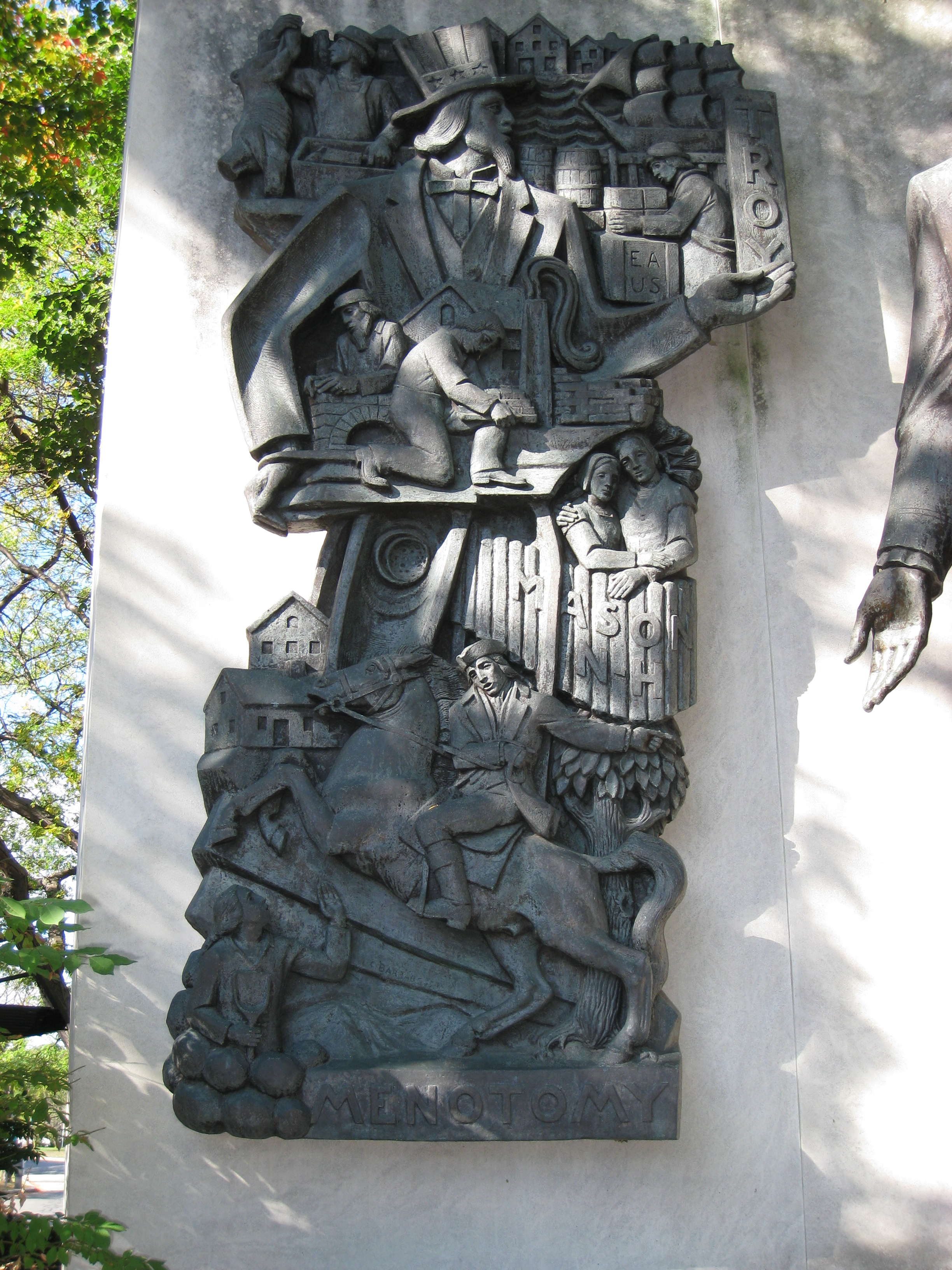
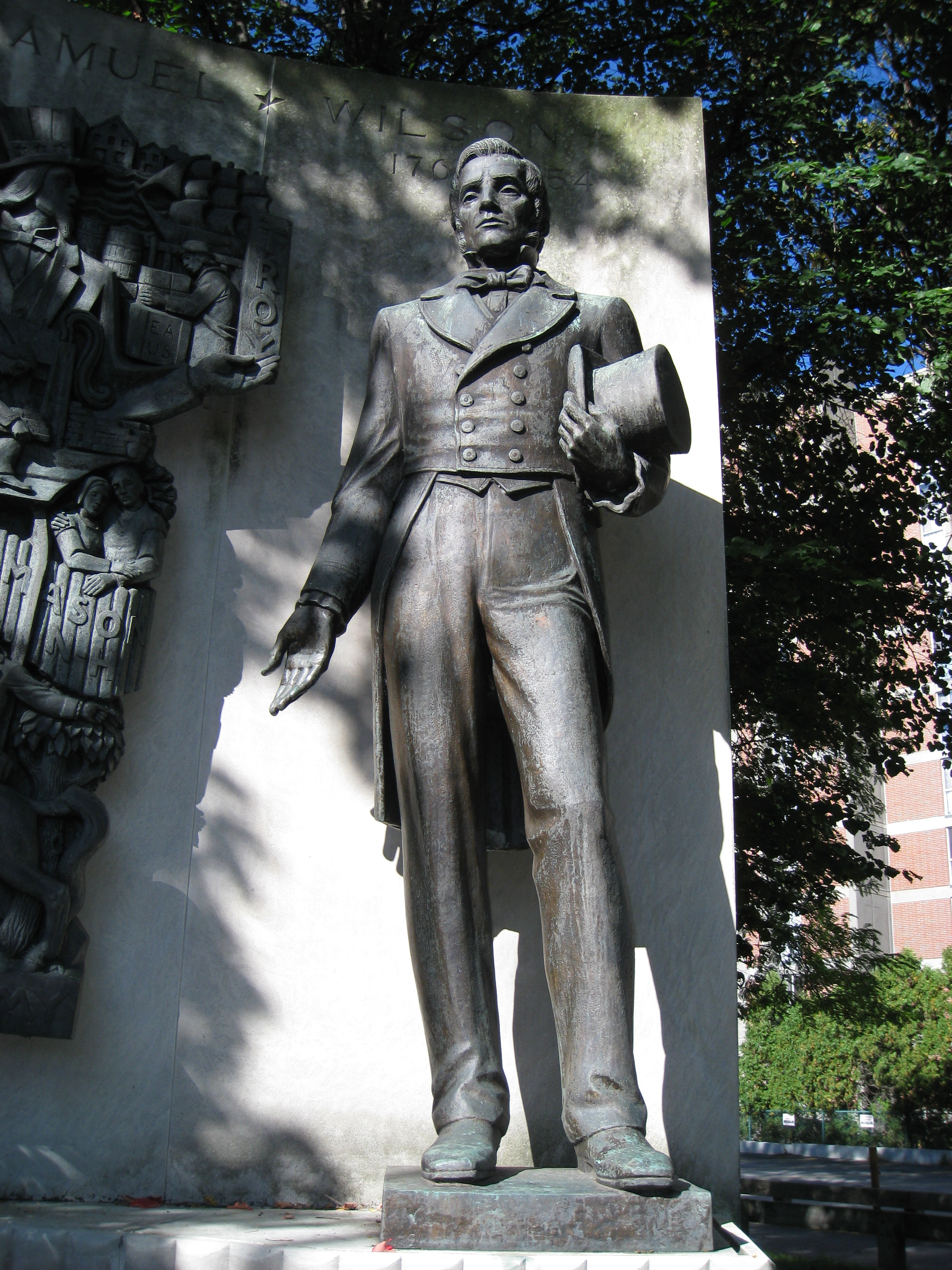